# A Besenyő család kalandjai
A Besenyő család kalandjai egy 2011-ben megjelent képregényalbum, mely a népszerű L’art pour l’art Társulat Besenyő családjának kalandjait mutatja be. A kötet tizennégy rövid történetet tartalmaz, melyek a társulattól megszokott, abszurd humorral vannak átitatva. A képregény legfőbb karaktere Besenyő Zigóta, a házaspár pösze kislánya, aki narrátorként bukkan fel néhány fejezetben. Érdekesség, hogy a kötet szerzője a Zigótát és Kancácskát játszó Szászi Móni volt. Illusztrátora Ilauszky Tamás, kiadója pedig az Athenaeum.

## Fejezetek
- Zigóta megpróbálja bemutatni a családját: Besenyő Zigóta minden családtagjáról elmond néhány szót, és szemtanúi lehetünk az instabil értelmiségű családtagok közötti kommunikációnak.
- Állatkerti kirándulás: Besenyőék ellátogatnak a Fővárosi Állat- és Növénykertbe. Ott megismerkedhetünk Besenyő István tudománytalan alapokon nyugvó tudományos okfejtéseivel, valamint Anti bácsi kiskutyáját is felfalja egy óriáskígyó.
- Kancácska bemutatkozik: A Besenyőék szomszédjában élő, mentálisan sérült Kancácska elhagyja diónagyságú eszét, melyet megtalál, de vissza is helyez apró batyujába. A fejezet bemutatja a családtagok változó hozzáállását az üresfejű szépséghez.
- Túszdráma a hentesboltban: Besenyő István szeretne randevúzni Kancácskával, de Margit ragaszkodik hozzá, hogy vele tartson. Kancácskát masinisztaként tünteti föl, hogy ne keltsen gyanút.
- Besenyőné Bényei Margit megmenti az emberiséget: Margit elugrik a henteshez, míg Pista bácsi azon elmélkedik hangosan az olvasóknak, hogy „a Margittal” mik a gondok. A fejezet végén Margit egy legyőzött Tyrannosaurus rexet visz haza húspótléknak, hogy abból készítsen vacsorát.
- Utazás a világ körül: Margit megnyer egy világ körüli utazást férje egy mázsa kolbászcsülök gyűjteményének beküldésével, és reménykedik egy kis romantikában. Pista bácsi azonban az utazás alatt végig csak azt fejtegeti, mennyire megverné a feleségét.
- Anti bácsi eltéved: Anti bácsi a Bermuda-háromszögben bukkan fel, az otthoniak pedig szurkolnak neki, nehogy hazatérjen.
- Egy senki Artúr király udvarában: Besenyő István, Margit és Anti bácsi hirtelen Artúr király udvarában találják magukat, a királyt pedig összetévesztik egy pincérrel.
- Anti bácsi udvarol: Anti bácsi megpróbálja rávenni Kancácskát a szeretkezésre, akit jobban elfoglal, hogy máshogy nézzen ki, mint az az állandóan az ő ruháit viselő nő, akit a tükörben pillant meg.
- Családi futóalbum: Margit fellapozza a családi fotóalbumot, ahol mindenki siet valahová. Ebből derül ki, hogy férje titokban loholt Kancácska után.
- Sokadik típusú találkozás: Besenyőéket elrabolja egy ufó, akiknek Pista próbálja - saját bevallása szerint hitelesen - lefordítani a beszédét. A helyzetet végül Anti bácsi menti meg, aki leitatja az idegent.
- A Besenyő család nyaral: Besenyő Pista egzotikus nyaralásra viszi a családot a dorogi szénbányába.
- Zigóta a pszichiáternél: Zigóta hosszasan meséli elképesztő történeteit a családjáról egy pszichiáternek, aki miután meghallgatja a szülőket is, megkéri Zigótát, hogy többé ne jöjjön.
- Anti bácsi gusztustalan: A kötet zárófejezete, mely mindössze egyetlen lapos. Anti bácsi elhányja magát, így próbálva kihozni magából a legtöbbet.

## Külső hivatkozások
- A Besenyő család kalandjai
- Oldalak a kötetből a Képregény.Net-en
- Kritika az eKultúrától.